# Susjevo
Susjevo (bulgariska: Сушево) är ett distrikt i Bulgarien.   Det ligger i kommunen Obsjtina Zavet och regionen Razgrad, i den nordöstra delen av landet, 290 km öster om huvudstaden Sofia.
Trakten runt Susjevo består till största delen av jordbruksmark. Runt Susjevo är det ganska glesbefolkat, med 45 invånare per kvadratkilometer.